# هكتور خيمينيز
هكتور خيمينيز (بالإنجليزية: Hector Jiménez)‏ (3 نوفمبر 1988 في الولايات المتحدة - ) هو لاعب كرة قدم أمريكي في مركز الوسط. لعب مع كولومبوس كرو ولوس أنجلوس غلاكسي.

## وصلات خارجية
- هكتور خيمينيز على موقع الدوري الأمريكي (الإنجليزية)
- هكتور خيمينيز على موقع قاعدة بيانات كرة القدم.إي يو (الإنجليزية)
- هكتور خيمينيز على موقع Soccerbase.com (لاعب) (الإنجليزية)
- هكتور خيمينيز على موقع Soccerway.com (الإنجليزية)
- هكتور خيمينيز على موقع عالم كرة القدم.نت (الإنجليزية)
- هكتور خيمينيز على موقع AS.com (الإسبانية)